# 궈겅마오

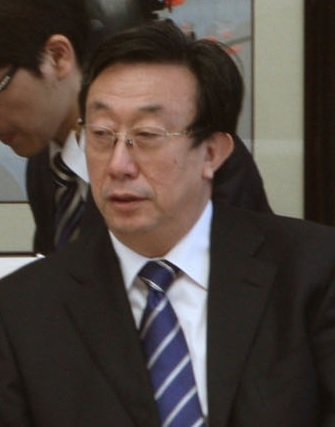

궈겅마오(중국어: 郭庚茂, 병음: Guō Gēngmào, 1950년 12월 - )는 중화인민공화국의 정치인이다. 허베이성 당위원회 성장, 허난성 당서기 등을 거쳐 현재는 전국인민대표대회 농업과 농촌위원회 부주임 위원이다.

## 생애
1950년 12월, 궈는 허베이성 지저우 시에서 태어났다. 1972년 3월, 중국 공산당에 입당했으며, 베이징 대학에서 국제정치학을 전공했다. 또한 그는 중국공산당 중앙당교에서 정치경제학 석사 학위를 받았다.